# Степахно Володимир Іванович
Народився Володимир Іванович 22 січня 1948 року. У 1966 р. закінчив школу з золотою медалью. Після школи поступив та навчався на фізико-математичному факультеті Київського державного університету ім. Т. Г. Шевченка та отримав диплом математика. 

## Науково-трудовий шлях
З 1971 по 1978 р.р. працював асистентом кафедри вищої математики Української сільськогосподарської академії. 
У 1978 р. зарахований до аспірантури маханіко-математичного факультету Київського державного університету, яку успішно закінчив у 1981 р. після цього захистив кандидатську дисертацію.
З 1981 р. процював доцентом кафедри вищої математики Української сільськогосподарської академії, і в 1988 р. поступив в докторантуру Інституту математики Національної академії наук України. У 1991 р. захистив докторську дисертацію на тему «Статистика случайных векторов в пространствах возрастающей размерности». В період з 1992 по 1998 р.р. працював професором кафедри вищої математики Національного аграрного університету. 
В. І. Степахно — автор більше, ніж 20 наукових робіт частина з яких побачила світ в зарубіжних виданнях.
Крім наукової і викладацької роботи Володимир Іванович займався виробничою та інвестиційною діяльністю: з 1998 р. по 2006 р. був керівником приватних підприємств, що випускали сільськогосподарську грунтообробну техніку та пластикову упаковку. Володимир Іванович відродив втрачені при розпаді СРСР виробничі зв'язки з машинобудівними заводами СНД,
З 2006 р. по 2013 р. Степахно Володимир Іванович очолював Дослідний завод зварювального устаткування Інституту електрозварювання ім. Є.О. Патона" на посаді голови правління, вів активну діяльність по запровадженню розробок Інституту електрозварювання ім. Є.О. Патона в конкретні види зварювальної техніки і їх широкомасштабного використання в Україні та за її межами.
В цей час запроваджувалися нові технології високоефективного та економічного автоматизованого зварювання під флюсом, технології для механізованого і автоматизованого імпульсно-дугового зварювання, а також розроблялися технології та виироблялося обладнання для зварювання неповоротних стиків магістральних трубопроводів.
Свій багатий науковий та життєвий досвід Володимир Іванович передавав співробітникам, які шанували його за надійність і вміння в тяжкі періоди прийти на допомогу, за його прагнення досягати цілей, які визначені підприємством і колективом.
Помер Володимир Іванович 29 травня 2013 року. Похований на Байковому кладовищі в м. Києві.